# Dierama plowesii
Dierama plowesii är en irisväxtart som beskrevs av Olive Mary Hilliard. Dierama plowesii ingår i släktet Dierama och familjen irisväxter. Inga underarter finns listade i Catalogue of Life.